# Рыскулов, Турар Рыскулович
Тура́р Рыску́лов (каз. Тұрар Рысқұлов; 26 декабря 1894, Семиреченская область, Российская империя — 10 февраля 1938, Москва, РСФСР, СССР) — казахский государственный и политический деятель, участник национально-освободительного восстания народов Центральной Азии, дипломат, яркий представитель казахской интеллигенции, борец за права тюркских народов, создатель общества «Бухара» (Революционный союз Казахской молодёжи), председатель Мусульманского бюро Туркестанской Коммунистической партии (1919), ЦИКа и СНК Туркестанской АССР, Полпред Коминтерна в Монголии, заместитель председателя СНК РСФСР.

## Биография
Турар Рыскулов родился 26 декабря 1894 года в Казахстане, Восточно-Талгарской волости Верненского уезда Семиреченской области в урочище Бесагаш (ныне — Талгарский район Алматинской области), в семье кочевника-скотовода, по национальности — казах. Происходит из рода шымыр племени дулат.
В 1907–1910 годах он учился в Меркенской русско-казахской школе-интернате. В 1914 году окончил Пишпекскую сельскохозяйственную школу, где познакомился с Максутом Жылысбаевым — в будущем известным общественным деятелем советского Казахстана. В 1916—1917 годах учился в Ташкентской учительской семинарии.
Участник национально-освободительного восстания народов Центральной Азии 1916 года, был арестован. В 1917 году организовал общество «Бухара» (Революционный союз Казахской молодёжи) в Мерке.
Активный деятель Туркестанской АССР, был председателем Мусульманского бюро Туркестанской Коммунистической партии (1919), наркомом здравоохранения и председателем ЦИК ТАССР (январь-август 1920). Делегат Съезда Народов Востока в Баку (сентябрь 1920 г.). Член Президиума и избранного съездом органа «Совета действия на Востоке». Затем Полномочный представитель Наркомата по делам национальностей РСФСР в Азербайджанской Республике (1921), заместитель наркомнаца РСФСР (1921—1922), председатель СНК Туркестанской АССР (1922—1924), Полномочный представитель Коминтерна в Монгольской Народной Республике (1924—1925), заместитель председателя СНК РСФСР (1926—1937). Являлся председателем совета кинокомпании «Востоккино».
Кандидат в члены ЦК РКП(б) (1923—1924).
Будучи руководителем Мусульманского бюро Туркестанской Коммунистической партии, он неоднократно ставил вопрос о сохранении единства тюркских этносов Туркестана. Он доказывал, что тюркоязычные народы Туркестана — единый народ, лишь ходом истории раздробленный, а Туркестан — общий дом для тюркоязычных народов, населявших Центральную Азию. С заявления Рыскулова о сохранении единства Туркестана начался этап гонений. В июне 1923 И. В. Сталин на IV совещании руководящих кадров национальных республик и областей обвинил Рыскулова в «пантюркизме», говоря, что Рыскулов поддерживает М. Х. Султан-Галиева, видного деятеля-революционера из Татарстана, открыто выступившего против политики Сталина по национальному вопросу. В ответной речи Рыскулов критиковал Сталина за то, что с недавнего времени сам Сталин восхвалял Султан-Галиева, называя его преданным делу революции коммунистом, а теперь утверждал обратное в угоду политической конъюнктуре.
Талант Т. Рыскулова был по достоинству оценен его современниками. М. В. Фрунзе в докладной записке на имя В. И. Ленина писал: «Среди местных кадров выделяются двое — Рыскулов и Низаметдин Ходжаев, за которыми идут массы. Но первый обладает не только умом, но и недюжинным характером».
Рыскулов избирался делегатом ХІІ, XVI и XVII съездов партии. На XVI съезде партии, выступая перед делегатами, он сказал, что нельзя отождествлять положение крестьян в России и положение дехкан в Центральной Азии. Центральная Азия всё ещё несёт на себе следы колониальной политики царской России и с этим нельзя не считаться.
Рыскулов внёс большой вклад в экономическое преобразование республик Центральной Азии, Российской Федерации и Монголии. По инициативе Т. Рыскулова в Казахстане была построена Туркестанско-Сибирская железная дорога, возникли мощные индустриальные центры — угледобывающие и металлургические комплексы Караганды, цветная металлургия Восточного и Южного Казахстана, нефтегазовая промышленность Западного Казахстана. На территории Казахстана и Центральной Азии были организованы крупные национальные заповедники всесоюзного значения.
В письмах Сталину, написанных в 1932–1933 годах, он открыто писал о судьбе родного ему казахского народа, страдающего от неслыханного голода, который был следствием волюнтаристской политики Ф. И. Голощёкина. Массовая откочёвка подвергшихся страшному голоду казахских крестьян в период коллективизации лишила кочевых казахов основного его источника пропитания – скота. Только после писем Т. Рыскулова Центральный Комитет ВКП(б) решил вопрос о продовольственной помощи Казахстану.
В период массовых репрессий Турар Рыскулов был объявлен «врагом народа» и расстрелян 10 февраля 1938 года. По данным ФСБ России, переданным в фонд «Мемориал», в списке захороненных на спецобъекте НКВД под названием «Коммунарка» имеется сведения о захоронении Т. Рыскулова. В 1956 г. реабилитирован посмертно. После расстрела Турара Рыскулова его жена Азиза Есенкул Тубеккызы Рыскулова (қаз. Әзиза Есенқұл Түбекқызы Рысқұлова) была арестована как жена «врага народа» и была отправлена отбывать наказание в А.Л.Ж.И.Р. (Акмолинский лагерь жен изменников родины).

## Семья
- Первая жена — Татьяна Алексеевна Колосовская, приёмная дочь полковника В. П. Колосовского[7], во втором браке за Уманским[a]
  - Сын — Александр (Искандер) (1920—1940), репрессирован, в заключении в Онеглаге под Архангельском, заболел туберкулезом, актирован[11].
- Вторая жена — Надежда Константиновна Рыскулова, в девичестве Пушкарёва (1902—1976). Её старшая сестра Ольга Пушкарёва была женой Жаханши Досмухамедова, а средняя сестра Татьяна Пушкарёва — женой А. И. Поднека[12].
  - Дочь — София
- Подруга — Вера Ивановна Дергачева (в замужестве Мордовская) (1906-1986) 
  - Дочь — Майя Тураровна Рыскулова (1930?—2013), удочерена последней женой Рыскулова Азизой, а после её ареста второй женой Н. К. Пушкарёвой. Арестована 10 ноября 1949 года и до 1953 г. находилась в ссылке в Караганде, Каркаралинске и Темиртау[8][b]
- Третья жена (c 1932) — Азиза Тубековна Рыскулова, в девичестве Исенгулова (1911—1988), репрессирована как ЧСИР, находилась в Акмолинском лагере[13]. 
  - Дочь — Сауле (1933—2013)[13]
  - Дочь — Рида (1937—2009)[13]

## Память

Бюст Турару Рыскулову на Аллее выдающихся деятелей в Алма-Ате

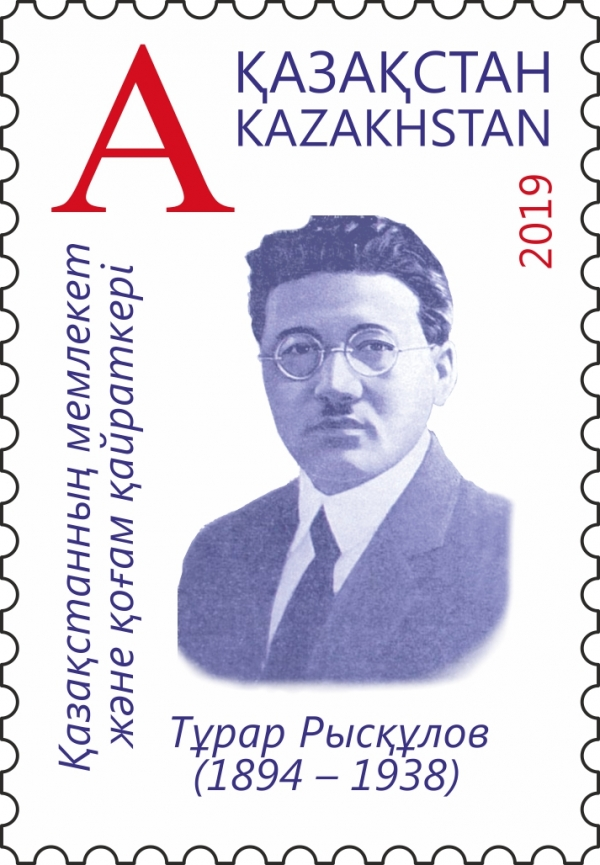
Почтовая марка Казахстана к 125-летию Турара Рыскулова, 2019.

Имя Рыскулова носит село, центр Тюлькубасского района Туркестанской области — Турар Рыскулов, а также один из районов Джамбульской области назван его именем.

Граффити, на котором изображена Турар Рыскулулы и цитата ("Будь ты бедным, но будь совестливым") в стене здания отделения Казпочты в селе Кулан.

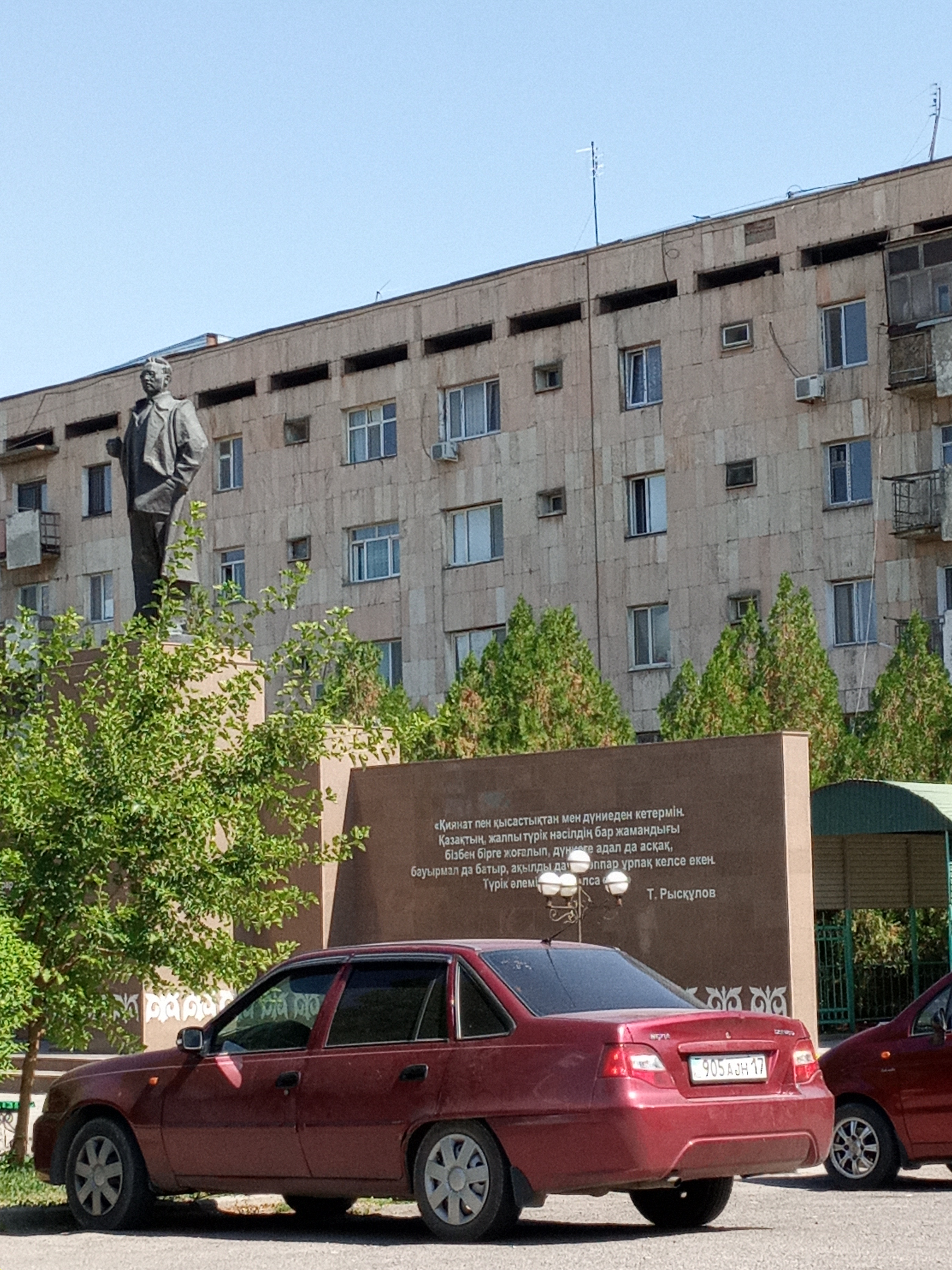
Памятник Турару Рыскулулы в Шымкенте

Во всех крупных городах Казахстана имеются проспекты и улицы (в т. ч. в Алмате и в Шымкенте), названные в честь Рыскулова.

Памятник-бюст Турару Рыскулулы перед зданием Нархоза в Алмате

В 1987 году в Алмате в сквере у площади Ленина (в настоящее время — сквере площади Астана за КБТУ) был открыт мемориальный комплекс «Аллея выдающихся деятелей». Одним из десяти установленных на ней памятников стал бюст Турара Рыскулова.
В соответствии с Постановлением Правительства Республики Казахстан Казахский Экономический Университет носит имя Турара Рыскулова.
В селе Кулан есть памятник Т. Рыскулову.
11 августа 2011 г. в Москве на доме, где в 1931—1934 гг. жил Т. Рыскулов (Покровский б-р, 14), установлена мемориальная доска.
Опорная школа (ресурсный центр) имени Т. Рыскулова в селе Мойынкум Мойынкумского района Жамбылской области.
В селе Ынтымак[каком?] средней школе № 20 присвоено имя Т. Рыскулова.
В 2019 году Банк Казахстана выпустил памятную монету 100 тенге.

## Труды

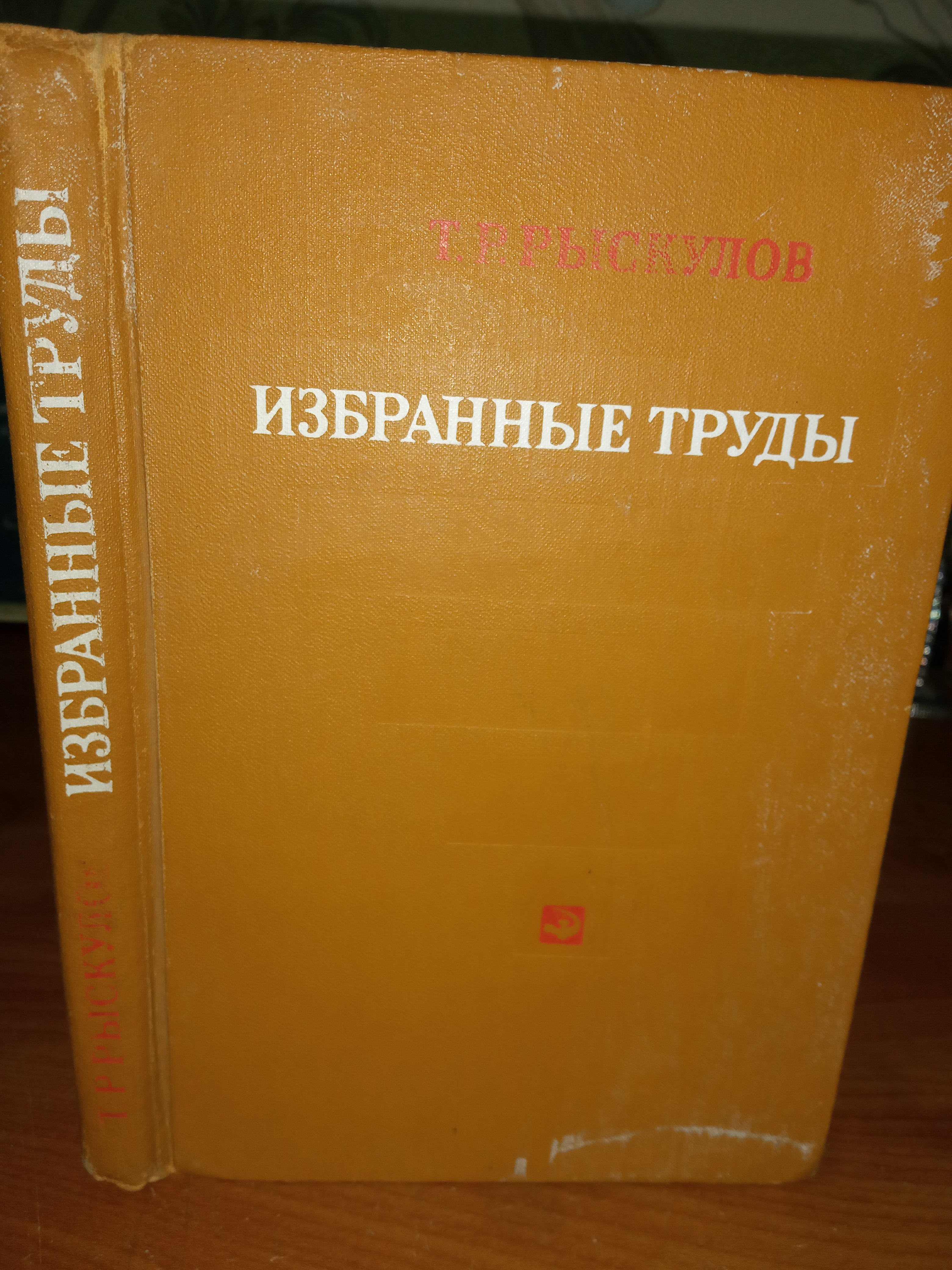
Турар Рыскулулы. Избранные труды. Алма-Ата, Казахстан, 1984, 260 страниц.

1. Мусбюро РКП(б) в Туркестане. 1, 2 и 3 Туркестанские Краевые Конференции РКП. 1919—1920 гг. С введением тов. Рыскулова. — Ташкент: Комиссия по изучению истории революционного движения в Туркестане. Туркбюро истпарта ЦК КПТ — Турк.гос.изд-во, 1922.
2. Рыскулов Т. Революция и коренное население Туркестана (Сборник главнейших статей, докладов, речей и тезисов). С предисловием автора. Часть І. 1917—1919. — Ташкент, Узгосиздат, 1925.
3. Рыскулов Т. О восстании казахов и каракиргизов в 1916 г. (К 10-летней годовщине). Основные экономические и политические причины восстания. — Кустанай, 1926.
4. Рыскулов Т. Казахстан. — М.-Л., Госиздат, 1927.
5. Восстание 1916 года в Киргизстане. Документы и материалы собранные Л. В. Лесной. Под редакцией и с предисловием Т. Р. Рыскулова. — Москва: Государственное социально-экономическое издательство, 1937. — 168 с.
6. Рыскулов Т. Р. Избранные труды. — Алмата: Казахстан, 1984. — 260 с.
7. Рыскулов Т. Р. Восстание киргизов и казахов в 1916 году. — Бишкек: Учкун, 1991. — 112 с.
8. Рыскулов Т. Р. Собрание сочинение в трех томах. — Алматы: Қазақстан, 1997.

## Исследования
1. Устинов В. Турар Рыскулов. Алматы, Казахстан, 1996.
2. Қоңыратбаев О. Тұрар Рысқұлов: қоғамдық-саяси және мемлекеттік қызметi. Түркістан кезеңi.- Алматы: Қазақстан, 1994. — 448 б. (Коныратбаев О. М. Турар Рыскулов: общественно-политическая и государственная деятельность. Туркестанский период. — Алматы: Казахстан, 1994. — 448 с.).
3. Қоңыратбаев О. М., Жүрсінбаев Б. А., Жүнісбаев А.Ә. Мені таңғалдырған тұлғалар: Ахмет Байтұрсынов (1872—1938), Санжар Асфендиаров (1889—1938), Тұрар Рысқұлов (1894—1938). Жоғарғы оқу орындарына арналған оқу құралы. — Алматы: Нұр-Принт, 2011. — 328 б. (Коныратбаев О. М., Журсинбаев Б. А., Джунисбаев А. А. Личности, которые меня поразили. Учебное пособие для ВУЗ-ов): Ахмет Байтурсынов (1872—1938), Санжар Асфендиаров (1889—1938), Турар Рыскулов (1894—1938). — Алматы: Изд-во Нур-Принт75, 2011. — 328 с.).
4. Қоңыратбаев О. М., Жүнісбаев А.Ә. Мұсылман Бюросы — егемендік идеясының жаршысы (1919—1920 жылдар). — Алматы: ИП Уатханов баспасы, 2011. — 245 б. (Коныратбаев О. М., Джунисбаев А. А. Мусульманское бюро — проводник идеи суверенитета (1919—1920). — Алматы: Изд-во ИП Уатханов, 2011. — 245 с.).
5. Қоңыратбаев О. М. «Рысқұловшылдық» дегеніміз не? / — Жалын (Алматы). — 1992. — № 4. — 44-52 б. (Коныратбаев О. М. Что такое «рыскуловщина»? — Жалын (Алматы). — 1992. — № 4. — C. 44-52).
6. Қоңыратбаев О. М. Тұрар Рысқұловтың Түркістан Республикасындағы Аштықпен күресетін Орталық Комиссия басшылығындағы қызметі / — Жұлдыз (Алматы). — 1992. — № 10. — 135—153 б. (Коныратбаев О. М. Деятельность Турара Рыскулова на посту Председателя Центральной комиссии по борьбе с голодом в Туркестанской Республике. / — Жулдыз (Алматы). — 1992. — № 10. — С. 135—153).
7. Қоңыратбаев О. М. Мұсылман бюросының ұлт саясаты және «Гержод iciнiң» әшкереленуi / — Әл-Фараби атындағы ҚазҰУ хабаршысы. Тарих сериясы. — 2003. — № 3. — 83-86 б. (Коныратбаев О. М. Национальная политика Мусульманского бюро и разоблачение «Дело Гержода». / Вестник КазНУ имени Аль-Фараби. Серия историческая. — 2003. — № 3. — С. 83-86).
8. Қоңыратбаев О. «Гержод iciнiң» жойылуы және ондағы Т. Рысқұловтың рөлi / — Әл-Фараби атындағы ҚазҰУ хабаршысы. Тарих сериясы. — 2003. — № 4. — 110—115 б. (Коныратбаев О. М. Ликвидация «Дело Гержода» и роль в нём Турара Рыскулова / Вестник КазНУ имени Аль-Фараби. Серия историческая. — 2003. — № 4. — С. 110—115).
9. Қоңыратбаев О. М. Тұрар Рысқұлов және Әлихан Бөкейханов / Абай атындағы ҚазҰПУ хабаршысы. «Тарих және саяси-әлеуметтік ғылымдар» сериясы. — 2010. — № 3 (26). — 105—109 б. (Коныратбаев О. М. Турар Рыскулов и Алихан Букейханов / Вестник КазНПУ имени Абая. Серия «Исторические и социально-политические науки». — 2010. — № 3 (26). — С. 105—109).
10. Қоңыратбаев О. М. Тұрар Рысқұлов — РКФСР Ұлт істері жөніндегі халық комиссариатының Әзірбайжан Республикасындағы өкілетті өкілі (1921 жыл, ақпан-сәуір айлары) / Абай атындағы ҚазҰПУ хабаршысы. «Тарих және саяси-әлеуметтік ғылымдар» сериясы. — 2011. — № 1 (28). — 74-83 б. (Коныратбаев О. М. Турар Рыскулов — Полномочный представитель Народного комиссариата по делам национальностей РСФСР в Азербайджанской Республике / Вестник КазНПУ имени Абая. Серия «Исторические и социально-политические науки». — 2011. — № 1 (28). — С. 74-83).
11. Қоңыратбаев О. М. Тұрар Рысқұлов және Тұтас Түркістан идеясы / «Ұлт-азаттық қозғалыстар тарихы: тәуелсіздікке бастар жол» атты республикалық ғылыми-теориялық конференция материалдары. Абай атындағы ҚазҰПУ, 17 маусым, 2011 жыл. — Алматы: КазНПУ имени Абая, 2011. — 33-41 б. (Коныратбаев О. М. Турар Рыскулов и идея «Единый Туркестан» / «История национально-освободительных движений: путь к независимости». Материалы республиканской научно-теоретической конференции. КазНПУ имени Абая. 17 июня, 2011 года. — Алматы: КазНПУ имени Абая, 2011. — С. 33-41).
12. Қоңыратбаев О. М. Тұрар Рысқұлов және 1916 жылғы ұлт-азаттық көтеріліс мәселелері / — «Ұлт-азаттық қозғалыстар тарихы: тәуелсіздікке бастар жол» атты республикалық ғылыми-теориялық конференция материалдары. Абай атындағы ҚазҰПУ, 17 маусым, 2011 жыл. — Алматы: КазНПУ имени Абая, 2011. — 13-20 б. (Коныратбаев О. М. Турар Рыскулов и проблемы национально-освободительного восстания 1916 г. / — «История национально-освободительных движений: путь к независимости». Материалы республиканской научно-теоретической конференции. КазНПУ имени Абая. 17 июня, 2011 года. — Алматы: КазНПУ имени Абая, 2011. — С. 13-20).
13. Қоңыратбаев О. М. Тұрар және Түркістан студенттері / Абай атындағы ҚазҰПУ хабаршысы. «Тарих және саяси-әлеуметтік ғылымдар» сериясы. — 2011. — № 3 (30). — 62-70 б. (Коныратбаев О. М. Турар и Туркестанские студенты / Вестник КазНПУ имени Абая. Серия «Исторические и социально-политические науки». — 2011. — № 3 (30). — С. 62-70).
14. Қоңыратбаев О. М. Тұрар Рысқұлов және Мәскеу Шығыстану институты / -Қоғам және дәуір (Алматы). — 2012. — № 1. — 67-73 б. (Коныратбаев О. М. Турар Рыскулов и Московский институт Востоковедения / Когам жане даур (Алматы). — 2012. — № 1. — С. 67-73).

## Комментарии
1. ↑  По сведениям одного из потомков Рыскулова она была дочерью статского советника в г. Ташкенте Алексея Ивановича  Ильинского (1854—?), и позднее удочерена Колосовским. По сведениям потомков Рыскулова вторым мужем Татьяны Алексеевны был военный интендант Григорий Семенович Уманский (репрессирован в 1939 г.)[8], однако в литературу широко вошли очевидно ошибочные сведения, что она была замужем за Т. Ф. Уманским (1906—1992)[9][10].
2. ↑  Внук Рыскулова Владимир Владимирович сообщает, что в Монголии у Турара родилась ещё одна внебрачная дочь и тоже Майя. Она приезжала в Москву и хотела встретиться с его матерью, но та отказалась[8].